# Gedeutereerd methanol
Gedeutereerd methanol (ook aangeduid als methanol-d4) is een gedeutereerd oplosmiddel met als brutoformule CD4O. Het is een isotopoloog van methanol en wordt frequent gebruikt als oplosmiddel in de NMR-spectroscopie. De stof komt bij kamertemperatuur voor als een kleurloze ontvlambare vloeistof. Net als methanol is ook de gedeutereerde variant zeer toxisch.